# Djupsjön (Storsjö socken, Härjedalen)
Djupsjön är en sjö i Bergs kommun i Härjedalen och ingår i Ljungans huvudavrinningsområde. Sjön har en area på 0,682 kvadratkilometer och ligger 921,2 meter över havet. Sjön avvattnas av vattendraget Skärkan (Öjönån).

## Delavrinningsområde
Djupsjön ingår i det delavrinningsområde (697598-133404) som SMHI kallar för Utloppet av Djupsjön. Medelhöjden är 931 meter över havet och ytan är 2,26 kvadratkilometer. Räknas de 6 avrinningsområdena uppströms in blir den ackumulerade arean 23,81 kvadratkilometer. Skärkan (Öjönån) som avvattnar avrinningsområdet har biflödesordning 2, vilket innebär att vattnet flödar genom totalt 2 vattendrag innan det når havet efter 350 kilometer. Avrinningsområdet består mestadels av kalfjäll (70 procent). Avrinningsområdet har 0,68 kvadratkilometer vattenytor vilket ger det en sjöprocent på 30,2 procent.